# Torre Yahalom
La Torre Yahalom (en hebreo: מגדל יהלום) (transliterado: Migdal Yahalom) es un rascacielos ubicado en la ciudad de Ramat Gan, cerca de Tel Aviv en Israel. La torre contiene la sala de comercio de diamantes más grande del Mundo, con capacidad para 1.000 personas. Con 115 metros y 32 pisos, la torre era el edificio más alto de Ramat Gan, desde su finalización hasta el año 2000, cuando fue superada por el edificio Leonardo City Tower Hotel. También fue el edificio más alto de Israel fuera de Tel Aviv, cuando se completó en 1992. Fue diseñada por Eli Gvirtzman. La torre está situada en el Distrito de la Bolsa de Diamantes de Ramat Gan.